# Locomotiva bavarese S 2/6
La locomotiva bavarese S 2/6 è una locomotiva a vapore delle Königliche Bayerische Staats-Eisenbahnen (Reali ferrovie dello stato bavaresi) costruita nel 1906 dalla Maffei di Monaco di Baviera in un solo esemplare numerato 3201.
Si trattava di una locomotiva del tutto convenzionale eccetto che nel rodiggio e nella aerodinamica del frontale che ebbe una superficie arrotondata e il fumaiolo conico. Il suo rodiggio era 2'B 2', era una compound a 4 cilindri.
Una particolare cura era stata posta nella realizzazione della superficie di griglia del forno molto ampia e in grado di fornire un grande volume di calore alla caldaia. Fu anche la prima locomotiva bavarese ad avere il surriscaldatore.
Prima della sua immissione in servizio, la S 2/6 effettuò un buon numero di prove tra Monaco e Norimberga o Augusta.  In una corsa tra Monaco e Augusta il 2 luglio del 1907, con 4 carrozze passeggeri, la locomotiva raggiunse la velocità di 154,5 km/h, un record per la Germania non superato per 29 anni. Fu stimato che la macchina avesse sviluppato nell'occasione una potenza di circa 1.620 kW.
Dopo il test la locomotiva, numero 3201, fu assegnata al deposito locomotive di Monaco.
Nel 1910 venne trasferita all'impianto di Ludwigshafen dove venne largamente apprezzata e ricevette il soprannome di Zeppelin. Nel 1922 ritornò in Baviera prima a Monaco e poi ad Augusta.
Alla costituzione delle Deutsche Reichsbahn fu classificata BR 15. Non rimase molto in servizio e nel 1925 rimossa dal servizio venne riconsegnata alla Maffei per restauro. Fu esposta al Munich Transport Exhibition e poi al Nuremberg Transport Museum dove si trova ancora.